# Костарёв, Николай Константинович
Костарёв, Николай Константинович (псевдонимы Никэд Мат, С. Нариманов; 10 января 1893, Пермь — 1941) — партизанский красный командир во время Гражданской войны на Дальнем Востоке, после неё — советский поэт, писатель, драматург, автор авантюрных романов. Первый литературный учитель А. Фадеева.

## Биография
Николай Константинович Костарёв родился в 1893 г. в Перми в семье казачки и разночинца. Вырос и окончил реальное училище в Тюмени. В училище начал заниматься политической деятельностью, примыкая к анархистам, позже стал социал-демократом.
В 1912—1913 гг. сотрудничал в газете «Правда», арестовывался, в тюрьме начал писать стихи. Работал слесарем в военном порту г. Владивосток и на заводе «Новый Лесснер» в г. Петрограде. Участник Первой мировой войны.
Член ВКП(б) с 1917 г. После Февральской революции — в Перми, с марта 1917 г. — член Исполнительного Комитета Пермского окружного (Уральского) Совета рабочих и солдатских депутатов. Один из редакторов газеты «Известия Уральского Совета рабочих и солдатских депутатов». Участник 1-го Всероссийского съезда Советов рабочих и солдатских депутатов (июнь 1917 г.).

### Дальний Восток
В феврале 1918 г. был организатором частей Красной Армии в г. Пермь. С 1918 г. участник Гражданской войны: в Приуралье (в отряде В. К. Блюхера, прошёл весь его 1500-километровый рейд по тылам белых), Забайкалье (при штабе С. Г. Лазо), Приморье (под псевдонимом «Туманов» был командиром штаба партизанских отрядов в районе Спасска-Яковлевки). Член областкома и Военного совета партизанских отрядов Приморья.
Наряду с этим активно занимался творчеством, был известен во Владивостоке под псевдонимом «поэт Никола». Был членом Литературно-художественного общества, поддерживал тесные творческие отношения с поэтами группы «Творчество» (H.Н. Асеев, С. М. Третьяков и др.). В 1919—1924 печатает во Владивостоке свои первые произведения — поэмы «IDEEFIXE: трагедия человеческих дерзаний», «Белый флаг… Убивали: (Лирическая экспрессия)» и «Аэропоэма».
Стал первым литературным учителем Александра Фадеева, воевавшего в его партизанском отряде. Они сблизились на почве любви к литературе как таковой и приключенческой литературе — в частности и дружили много лет. В этой связи показателен автограф, оставленный Н. Костарёву в 1927 году А. Фадеевым на книге «Разгром», ныне хранящейся в фонде редкой книги Хабаровского краевого музея имени Н. И. Гродекова: «Джеку Парусу от Джека Матроса, превратившегося, впрочем, …просто в обывателя. Александр. 9.11.1927 г.».
В 1920—1921 гг. работал в Китае, в Харбине. Осенью 1921 г. переехал в Москву. В конце 1921 года в Москве в Первом Государственном театре РСФСР открытие зимнего сезона ознаменовалось премьерой пьесы Н. К. Костарёва «Idee Fixe». В 1922 году вместе с А. Фадеевым учился в Московской горной академии. Так, А. Фадеев в письме И. И. Дольникову 1 мая 1922 года писал:
«Живу я теперь в общежитии Горной академии, где много хорошей братвы, в частности, сейчас мой сожитель Костарёв, не унывая, что я его не слушаю, яростно доказывает мне, что природа не любит постоянства, и доказывает это положение большей частью нецензурными словами — ну, да пусть простит его Иегова! Однако… чёрт возьми! он брызжет слюной и лезет драться. Костарёв!..
А вот пришёл и Белецкий, к которому я ездил в Витебскую губернию, он намнёт Костареву бока, ибо дядя здоровый, а я с эпическим спокойствием докончу послание»

### Ленинград
Как и Фадеев, обучение в МГА не закончил. С 1924 г. — журналист, специальный корреспондент «Рабочей газеты», переехал из Москвы в Ленинград. Написал пьесу «Трагедия человеческих дерзаний», партизанские повести и рассказы «Поход», «Прощание с конем», «Конец Ивана Шевченко» и др. Однако главным объектом творчества Н. К. Костарёва в 1920-х гг. становится приключенческая литература. В 1924—1926 гг. в соавторстве с поэтом-футуристом Венедиктом Мартом-Матвеевым (с которым он познакомился еще во Владивостоке и продолжил знакомство в Харбине) они издают в Ленинграде под псевдонимом «Никэд Мат» приключенческий роман-трилогию «Желтый дьявол» о борьбе за советскую власть в Приморье, один из первых советских авантюрных романов. В 1925 году этот же писательский дуэт, но под псевдонимом «С. Нариманов» выпускает «роман приключений» «Белый якорь». Согласно аннотации, в книге «коварным диверсантам и вездесущим шпионам постоянно разлагающейся в шантанах и на панелях Константинополя белой эмиграции противостоит гениальный сыщик советского угрозыска и его недотепа-помощник. Погони, переодевания, перестрелки и приемы джиу-джитсу — в комплекте».
Возглавлял ленинградское объединение пролетарских очеркистов «Сквозняки», где учились несколько получивших известность советских писателей, в частности, автор трилогии «Старая крепость» Владимир Беляев.
В 1926-27 гг. — вновь в командировке в Китае, по некоторым сведениям, сопровождал своего старого боевого товарища В. К. Блюхера, который в это время планирует и осуществляет северный поход гоминдановский войск в качестве главного военного советника Сунь Ятсена. По итогам поездки вышла книга «Мои китайские дневники», ставшая очень популярной и выдержавшая за короткое время пять изданий. Книга вышла с авторским посвящением «Товарищу Блюхеру посвящаю. Автор».
С конца 1920-х гг. полностью перешел на документально-художественный (очерковый) жанр. В 1929—1937 регулярно публиковался в журнале «Знамя»; автор очерковых книг «Граница на замке» (1930), «Сахалинские записи» (1937), «Встречи с Сергеем Лазо» (1937). Является автором распространенного фейка о том, что С. Лазо был сожжен японцами в паровозной топке — именно в книге «Встречи с Сергеем Лазо» эта легенда впервые увидела свет.

### Москва
В Ленинграде жил в Доме-коммуне инженеров и писателей (он же — «Слеза социализма») по адресу ул. Рубинштейна, дом № 7. В середине 1930-х Н. Костарёв из Ленинграда перебирается в Москву, и заселяется также в «писательский» кооперативный дом по адресу Нащокинский переулок, дом 5. Вместе с женой и дочерью въехал в комнату в квартире № 26, принадлежей семейству Мандельштамов, во время воронежской ссылки поэта. Костарёв завладел этой комнатой обманом, якобы на несколько месяцев. Последовавшая «коммунальная война» описана во «Второй книге» Н. Я. Мандельштам, где многократно поминается сосед, «вселённый к нам Союзом писателей под поручительство Ставского. Он называл себя писателем, а иногда сообщал, что он по чинам равен генералу. Фамилия его Костырев».
Всё окружение Мандельштамов было уверено, что Костарёв был стукачом.
По мнению литературоведа и публициста Игоря Волгина, Н. Костарёв является одним из прототипов Алоизия Могарыча в «Мастере и Маргарите».
Н. К. Костарёв был арестован в 1939 году, скончался в 1941 году в заключении.

### Семья
Первая жена: Ольга Семеновна Левич. В браке детей не было.
Вторая жена: Баберкина Нина Александровна (1910 ? — 1994)
Дочь: Костарёва Наталья Николаевна, 1937 г.р., в замужестве Гольдина.
Внуки Гольдина Ольга Азарьевна и Гольдин Григорий Азарьевич.

## Избранная библиография
- Костарёв Н. К. Контрасты : Лирика тюрьмы и воли / Николай Костарёв. — Пермь : Б. и., [1917].
- Костарёв Н. К. Idee fixe : (Трагедия человеч. дерзаний) : В 4-х д. : С прологом и эпилогом / Николай Костарёв. — Владивосток : Типо-лит. I. Корот, 1919.
- Костарёв Н. К. Белый флаг… Убивали: Лирич. экспрессия / Николай Костарёв; Обл. работы худ. Г. Комарова. — Владивосток, 1920.
- Костарёв Н. К. I. — М., 1922.
- Костарёв Н. К. Аэропоэма / Николай Костарёв; Обл. работы худ. Павла Любарского. — Владивосток : Тип. Крас. знамени, 1924.
- Костарёв Н. К. Жёлтый дьявол / Никэд Мат [псевд.]. — Л. : Сектор «Юный пролетарий» раб. изд-ва «Прибой», 1924—1926.
- Жёлтый дьявол / Никэд Мат [псевд.]. Т.1: , Гроза разразилась : 1918 год. — 1924.
- Нариманов, С. Белый якорь : Роман приключений / С. Нариманов. Рис. худож. Г. Бершадского. — Москва : Всерос. союз поэтов, 1925.
- Жёлтый дьявол / Никэд Мат [псевд.]. [Т.2]: , Зубы жёлтого : Повстанчество : 1919 год. — 1926.
- Жёлтый дьявол / Никэд Мат [псевд.]. [Т.3]: , Зубы жёлтого обломаны : 1920-23 гг. — 1926.
- Костарёв Н. К. Мои китайские дневники / Н. Костарёв; Под ред. и с предисл. Льва Варшавского. — Ленинград : Прибой, 1928
- Костарёв Н. К. Мои китайские дневники / К. Костарев; Под ред. и с предисл. Льва Варшавского. — 2-е изд., пересм. и доп. — Ленинград : Прибой, 1929
- Костарёв Н. К. Граница на замке : [Об ОДВА] / Николай Костарёв. — Москва ; Ленинград : Молодая гвардия, 1930
- Костарёв Н. К. Китайские дневники / Николай Костарёв. — 3-е изд. — Москва ; Ленинград : Огиз — Гос. изд. худ. лит-ры, 1931
- Костарёв Н. К. Мои китайские дневники / Николай Костарёв. — 4-е изд. — Ленинград : Изд-во писателей в Ленинграде, 1932
- Костарёв Н. К. Мои китайские дневники / Николай Костарёв; Автолит. Н. Тырсы. — 5-е изд. — Ленинград : Изд-во писателей в Ленинграде, 1935
- Костарёв Н. К. Сахалинские записи / Николай Костарев. — Москва : изд-во, тип. и цинк. Журн.-газ. объединения, 1936.
- Костарёв Н. К. Три рассказа / Николай Костарев. — Москва : изд., тип. и цинк. Журн.-газ. объединения, 1937.